# SLC39A7
SLC39A7 (англ. Solute carrier family 39 member 7) – білок, який кодується однойменним геном, розташованим у людей на короткому плечі 6-ї хромосоми. Довжина поліпептидного ланцюга білка становить 469 амінокислот, а молекулярна маса — 50 118.
| 10         |  | 20         |  | 30         |  | 40         |  | 50         |
| ---------- |  | ---------- |  | ---------- |  | ---------- |  | ---------- |
| MARGLGAPHW |  | VAVGLLTWAT |  | LGLLVAGLGG |  | HDDLHDDLQE |  | DFHGHSHRHS |
| HEDFHHGHSH |  | AHGHGHTHES |  | IWHGHTHDHD |  | HGHSHEDLHH |  | GHSHGYSHES |
| LYHRGHGHDH |  | EHSHGGYGES |  | GAPGIKQDLD |  | AVTLWAYALG |  | ATVLISAAPF |
| FVLFLIPVES |  | NSPRHRSLLQ |  | ILLSFASGGL |  | LGDAFLHLIP |  | HALEPHSHHT |
| LEQPGHGHSH |  | SGQGPILSVG |  | LWVLSGIVAF |  | LVVEKFVRHV |  | KGGHGHSHGH |
| GHAHSHTRGS |  | HGHGRQERST |  | KEKQSSEEEE |  | KETRGVQKRR |  | GGSTVPKDGP |
| VRPQNAEEEK |  | RGLDLRVSGY |  | LNLAADLAHN |  | FTDGLAIGAS |  | FRGGRGLGIL |
| TTMTVLLHEV |  | PHEVGDFAIL |  | VQSGCSKKQA |  | MRLQLLTAVG |  | ALAGTACALL |
| TEGGAVGSEI |  | AGGAGPGWVL |  | PFTAGGFIYV |  | ATVSVLPELL |  | REASPLQSLL |
| EVLGLLGGVI |  | MMVLIAHLE  |  |            |  |            |  |            |

A: Аланін

C: Цистеїн

D: Аспарагінова кислота

E: Глутамінова кислота

F: Фенілаланін

G: Гліцин

H: Гістидин

I: Ізолейцин

K: Лізин

L: Лейцин

M: Метіонін

N: Аспарагін

P: Пролін

Q: Глутамін

R: Аргінін

S: Серин

T: Треонін

V: Валін

W: Триптофан

Кодований геном білок за функцією належить до фосфопротеїнів. 
Задіяний у таких біологічних процесах, як транспорт іонів, транспорт. 
Білок має сайт для зв'язування з іоном цинку. 
Локалізований у мембрані, ендоплазматичному ретикулумі, апараті гольджі.